# Marcia del Río
Marcia del Río (20 de dezembro de 1934) é um ator mexicano.

## Filmografia
- Porque el amor manda (2012)
- Primeira e terceira parte de Una familia con suerte (2011/12)
- Tormenta en el paraíso (2007/08)
- Duelo de pasiones (2006)
- Segunda parte de Velo de novia (2003)
- Salomé (2001/02)
- Nunca te olvidaré (1999)
- Vivo por Elena (1998)
- Rencor apasionado (1998)
- Primeira parte de Marisol (1996)
- Yo no creo en los hombres (1991)
- Pobre juventud (1986/87)